# Campionat d'escacs del Brasil
El Campionat d'escacs del Brasil, és el torneig d'escacs que se celebra anualment per determinar el campió nacional brasiler d'escacs.

## Quadre d'honor

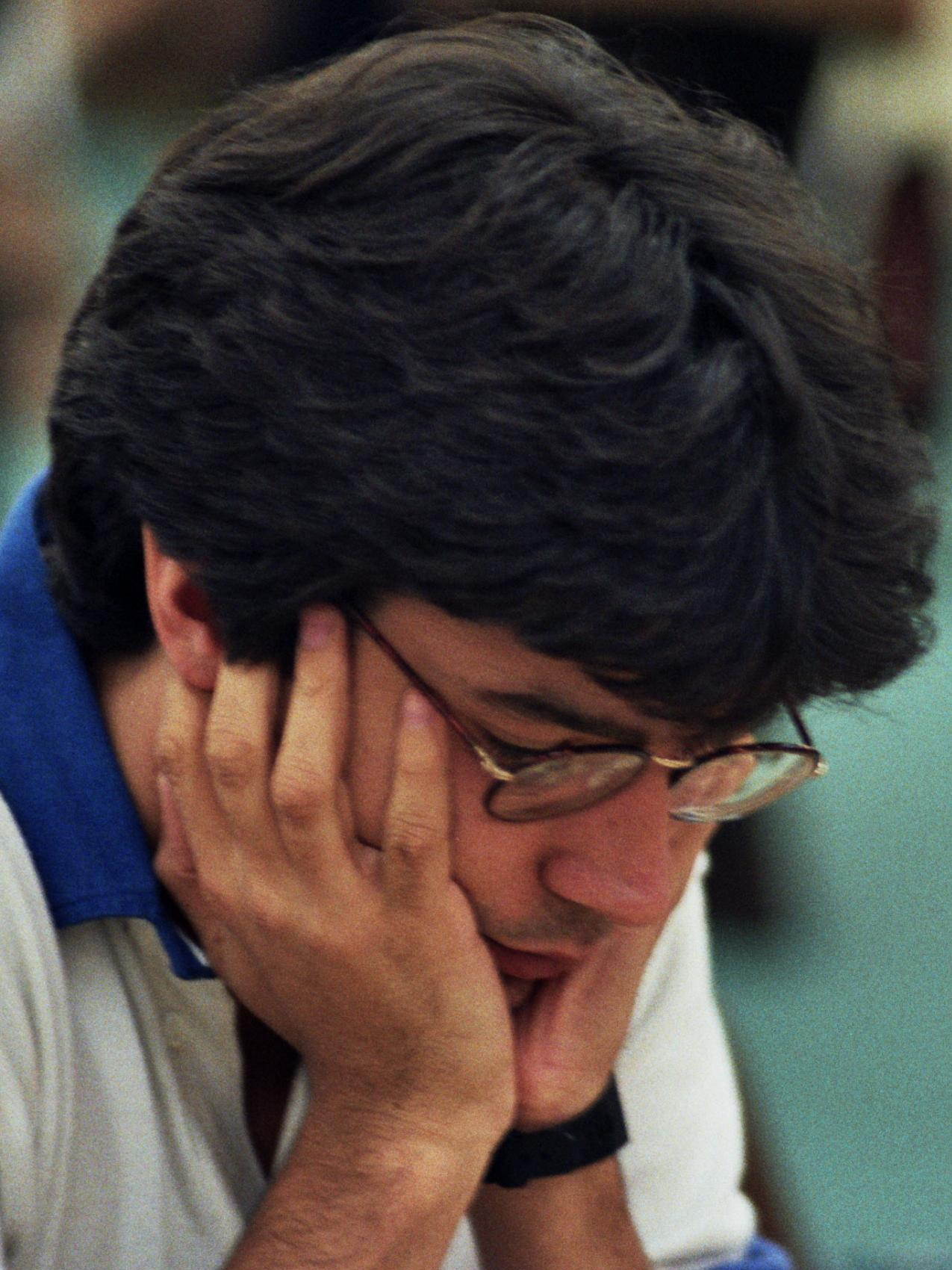
GM Jaime Sunye Neto, 7 cops campió.

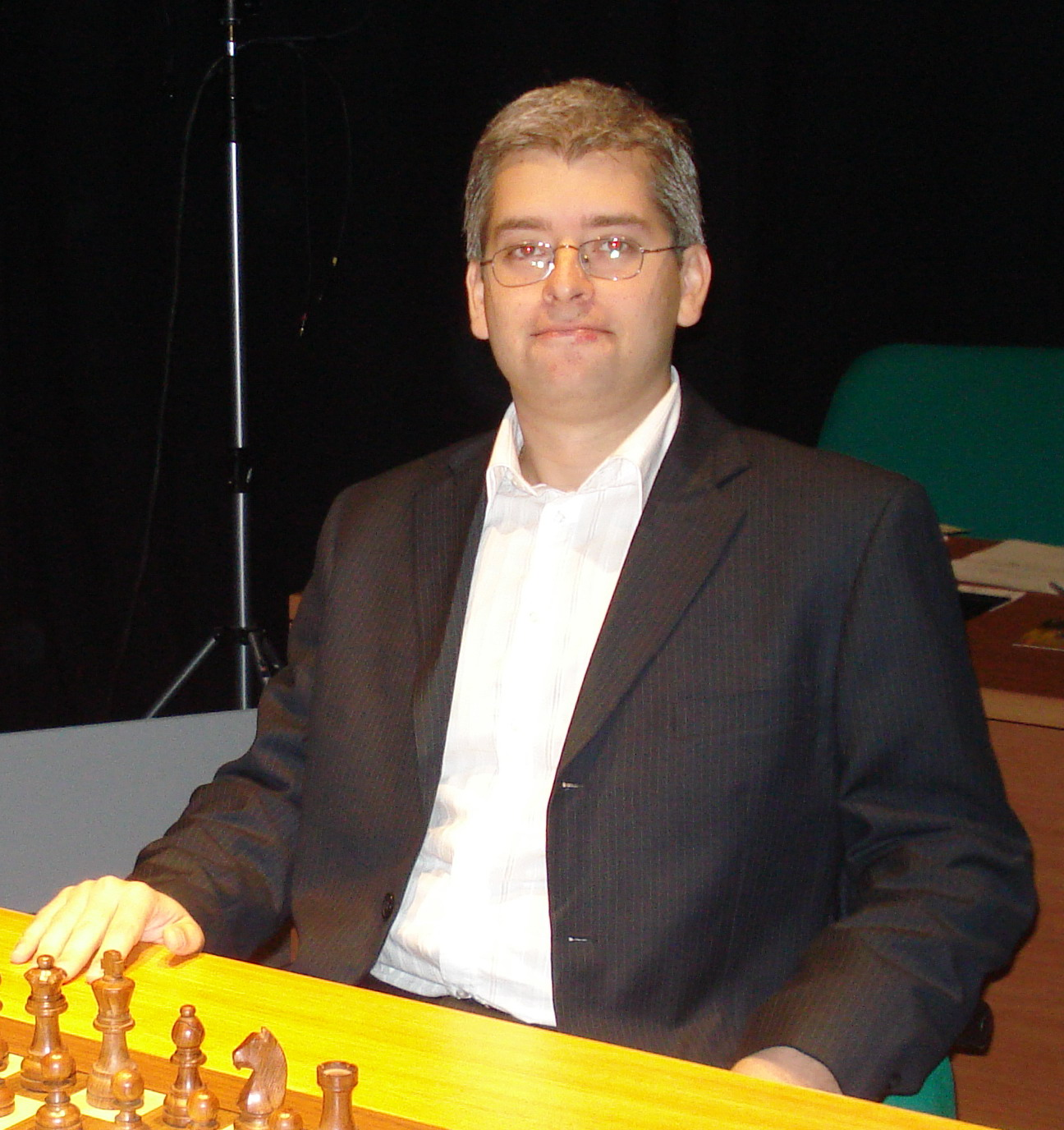
GM Giovanni Vescovi, 7 cops campió.

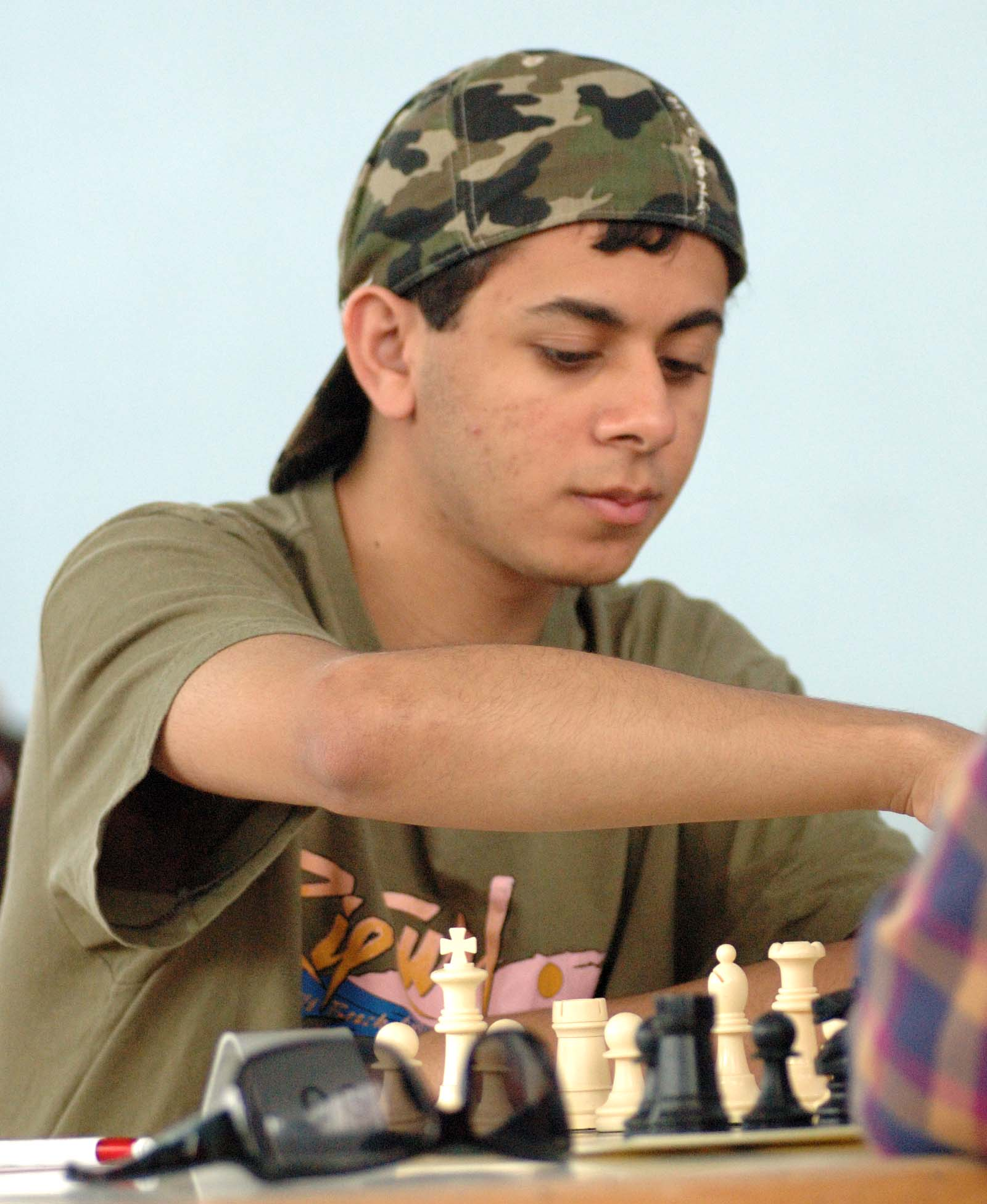
GM Andre Diamant, 1 cop campió.

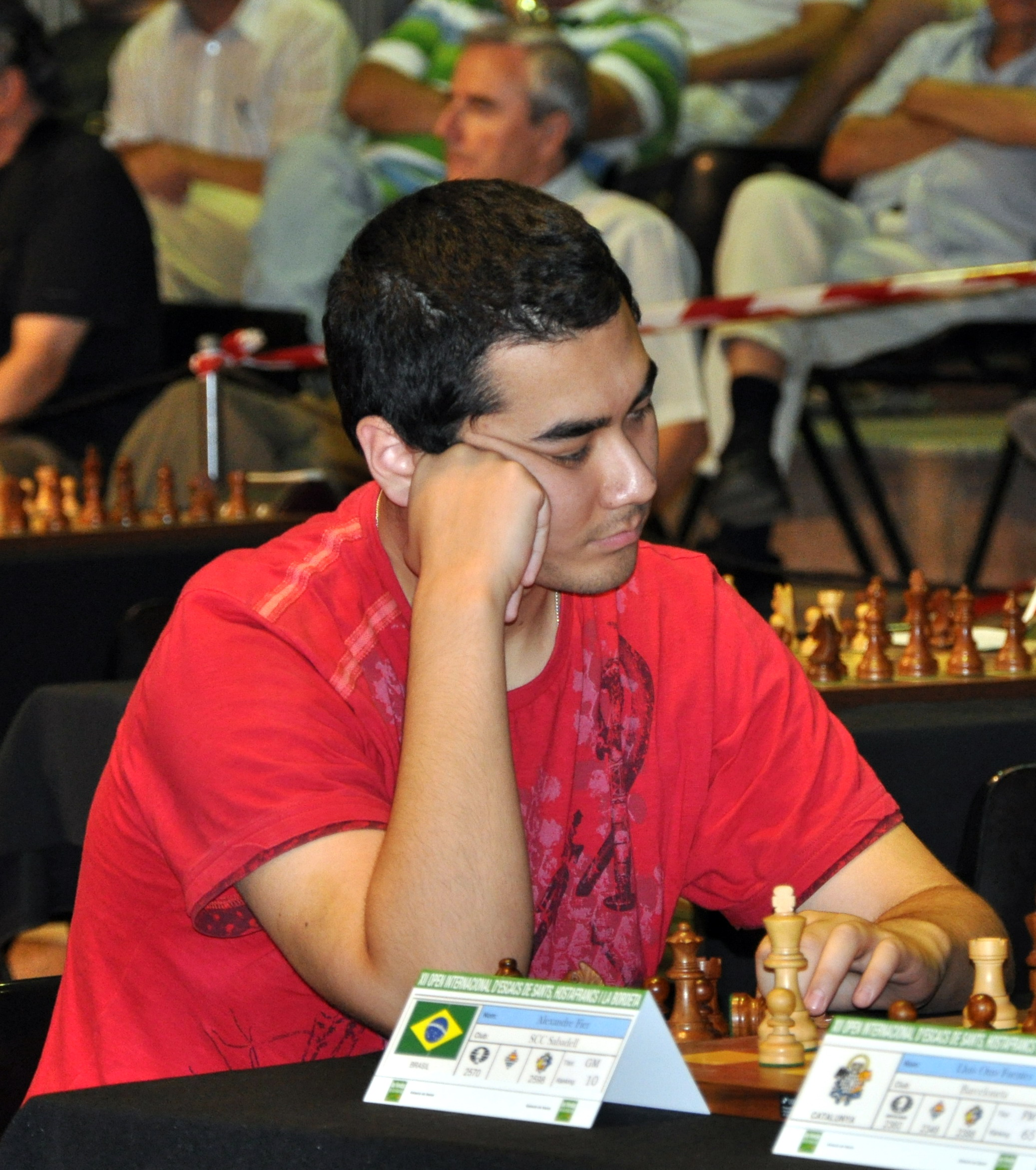
GM Alexandr Fier, 1 cop campió.

| #  | Any  | Seu                   | Campió (masculí)                  |
| -- | ---- | --------------------- | --------------------------------- |
| 1  | 1927 | Rio de Janeiro        | João de Souza Mendes              |
| 2  | 1928 | Rio de Janeiro        | João de Souza Mendes              |
| 3  | 1929 | Rio de Janeiro        | João de Souza Mendes              |
| 4  | 1930 | Rio de Janeiro        | João de Souza Mendes              |
| 5  | 1933 | Rio de Janeiro        | Orlando Rocas                     |
| 6  | 1934 | Rio de Janeiro        | Orlando Rocas                     |
| 7  | 1935 | Rio de Janeiro        | Thomaz Pompeu Accioly Borges      |
| 8  | 1938 | Rio de Janeiro        | Walter Cruz                       |
| 9  | 1939 | Rio de Janeiro        | Octavio Trompowsky                |
| 10 | 1940 | Rio de Janeiro        | Walter Cruz                       |
| 11 | 1941 | títol atorgat el 1949 | Adhemar da Silva Rocha            |
| 12 | 1942 | São Paulo             | Walter Cruz                       |
| 13 | 1943 | São Paulo             | João de Souza Mendes              |
| 14 | 1945 | Nova Friburgo         | Orlando Rocas                     |
| 15 | 1947 | Porto Alegre          | Marcio Elisio Freitas             |
| 16 | 1948 | Rio de Janeiro        | Walter Cruz                       |
| 17 | 1949 | Rio de Janeiro        | Walter Cruz                       |
| 18 | 1950 | Rio de Janeiro        | Jose Thiago Mangini               |
| 19 | 1951 | Fortaleza             | Eugenio German                    |
| 20 | 1952 | São Paulo             | Flavio Carvalho Jr.               |
| 21 | 1953 | Rio de Janeiro        | Walter Cruz                       |
| 22 | 1954 | São Paulo             | João de Souza Mendes              |
| 23 | 1956 | Rio de Janeiro        | Jose Thiago Mangini               |
| 24 | 1957 | Rio de Janeiro        | Luis Tavares                      |
| 25 | 1958 | Rio de Janeiro        | João de Souza Mendes              |
| 26 | 1959 | São Paulo             | Olicio Gadia                      |
| 27 | 1960 | Fortaleza             | Ronald Camara                     |
| 28 | 1961 | Vitoria               | Ronald Camara                     |
| 29 | 1962 | Campinas              | Olicio Gadia                      |
| 30 | 1963 | Recife                | Helder Camara                     |
| 31 | 1964 | Brasilia              | Antonio Rocha                     |
| 32 | 1965 | Rio de Janeiro        | Henrique Mecking                  |
| 33 | 1966 | Belo Horizonte        | Jose Pinto Paiva                  |
| 34 | 1967 | São Paulo             | Henrique Mecking                  |
| 35 | 1968 | São Bernardo do Campo | Helder Camara                     |
| 36 | 1969 | São Paulo             | Antonio Rocha                     |
| 37 | 1970 | Recife                | Herman Claudius van Riemsdijk     |
| 38 | 1971 | Fortaleza             | Jose Pinto Paiva                  |
| 39 | 1972 | Blumenau              | Eugenio German                    |
| 40 | 1973 | Salvador              | Herman Claudius van Riemsdijk     |
| 41 | 1974 | Rio de Janeiro        | Marcio Miranda, Alexandru Segal   |
| 42 | 1975 | Caxias do Sul         | Carlos Gouveia                    |
| 43 | 1976 | João Pessoa           | Jaime Sunye Neto                  |
| 44 | 1977 | Curitiba              | Jaime Sunye Neto                  |
| 45 | 1978 | Natal                 | Alexandru Segal                   |
| 46 | 1979 | Fortaleza             | Jaime Sunye Neto                  |
| 47 | 1980 | Nova Friburgo         | Jaime Sunye Neto                  |
| 48 | 1981 | Sao Luis              | Jaime Sunye Neto                  |
| 49 | 1982 | Brasilia              | Jaime Sunye Neto                  |
| 50 | 1983 | São Paulo             | Jaime Sunye Neto, Marcos Paolozzi |
| 51 | 1984 | Cabo Frio             | Gilberto Milos                    |
| 52 | 1985 | Brasilia              | Gilberto Milos                    |
| 53 | 1986 | Cabo Frio             | Gilberto Milos                    |
| 54 | 1987 | Canela                | Carlos Gouveia                    |
| 55 | 1988 | São Paulo             | Herman Claudius van Riemsdijk     |
| 56 | 1989 | Fortaleza             | Gilberto Milos                    |
| 57 | 1990 | Porto Alegre          | Roberto Watanabe                  |
| 58 | 1991 | Bebedouro             | Everaldo Matsuura                 |
| 59 | 1992 | Curitiba              | Darcy Lima                        |
| 60 | 1993 | Brasilia              | Aron Correa                       |
| 61 | 1994 | Americana             | Gilberto Milos                    |
| 62 | 1995 | Brasilia              | Gilberto Milos                    |
| 63 | 1996 | Americana             | Rafael Leitão                     |
| 64 | 1997 | Rio de Janeiro        | Rafael Leitão                     |
| 65 | 1998 | Itabirito             | Rafael Leitão                     |
| 66 | 1999 | Brasilia              | Giovanni Vescovi                  |
| 67 | 2000 | Teresina              | Giovanni Vescovi                  |
| 68 | 2001 | São Paulo             | Giovanni Vescovi                  |
| 69 | 2002 | Brasilia              | Darcy Lima                        |
| 70 | 2003 | Miguel Pereira        | Darcy Lima                        |
| 71 | 2004 | São José do Rio Preto | Rafael Leitão                     |
| 72 | 2005 | Guarulhos             | Alexandr Fier                     |
| 73 | 2006 | Guarulhos             | Giovanni Vescovi                  |
| 74 | 2007 | Rio de Janeiro        | Giovanni Vescovi                  |
| 75 | 2008 | Porto Alegre          | André Diamant                     |
| 76 | 2009 | Americana             | Giovanni Vescovi                  |
| 77 | 2010 | Americana             | Giovanni Vescovi                  |
| 78 | 2011 | Americana             | Rafael Leitão                     |
| 79 | 2012 | Montenegro            | Krikor Mekhitarian                |
| 80 | 2013 | João Pessoa           | Rafael Leitão                     |
| 81 | 2014 | João Pessoa           | Rafael Leitão                     |
| 82 | 2015 | Rio de Janeiro        | Krikor Mekhitarian                |
| 83 | 2016 | Rio de Janeiro        | Everaldo Matsuura                 |
| 84 | 2017 | Rio de Janeiro        | Alexandr Fier                     |
| 85 | 2018 | Natal                 | Roberto Molina                    |
| 86 | 2019 | Natal                 | Alexandr Fier                     |
| 87 | 2021 | Cuiabá                | Luis Paulo Supi                   |
| 88 | 2022 | Recife                | Alexander Fier                    |
| 89 | 2023 | Recife                | Luis Paulo Supi                   |

| #  | Any  | Seu                   | Campiones (femení)                  |
| -- | ---- | --------------------- | ----------------------------------- |
| 1  | 1957 | São Paulo             | Dora de Castro Rúbio                |
| 2  | 1958 | São Paulo             | Taya Efremoff                       |
| 3  | 1959 | Rio de Janeiro        | Taya Efremoff                       |
| 4  | 1960 | Brusque               | Dora de Castro Rúbio                |
| 5  | 1961 | Rio de Janeiro        | Dora de Castro Rúbio                |
| 6  | 1962 | Araraquara            | Dora de Castro Rúbio                |
| 7  | 1963 | Rio de Janeiro        | Ruth Volgl Cardoso                  |
| 8  | 1965 | Rio de Janeiro        | Ruth Volgl Cardoso                  |
| 9  | 1966 | Belo Horizonte        | Ruth Volgl Cardoso                  |
| 10 | 1967 | São Paulo             | Ruth Volgl Cardoso                  |
| 11 | 1968 | São Bernardo do Campo | Ruth Volgl Cardoso                  |
| 12 | 1969 | Rio de Janeiro        | Ivone Moysés                        |
| 13 | 1971 | São Paulo             | Ligia Imam Alvim                    |
| 14 | 1972 | Blumenau              | Ruth Volgl Cardoso                  |
| 15 | 1973 | Guarapari             | Ivone Moysés                        |
| 16 | 1975 | Rio de Janeiro        | Maria Cristina de Oliveira          |
| 17 | 1976 | São Paulo             | Jussara Chaves                      |
| 18 | 1977 | Brasilia              | Ruth Volgl Cardoso                  |
| 19 | 1978 | Brasilia              | Ligia de Abreu Carvalho             |
| 20 | 1979 | Mogi Guaçu            | Ligia de Abreu Carvalho             |
| 21 | 1980 | Laguna                | Ligia de Abreu Carvalho             |
| 22 | 1981 | Laguna                | Jussara Chaves                      |
| 23 | 1982 | Mogi Guaçu            | Jussara Chaves Regina Lúcia Ribeiro |
| 24 | 1984 | Peabiru               | Regina Lúcia Ribeiro                |
| 25 | 1985 | Guarapari             | Regina Lúcia Ribeiro                |
| 26 | 1986 | Garanhuns             | Maria Cristina de Oliveira          |
| 27 | 1987 | Canela                | Regina Lúcia Ribeiro                |
| 28 | 1988 | Caiobá                | Palas Atena Veloso                  |
| 29 | 1989 | Maringá               | Jussara Chaves                      |
| 30 | 1990 | Rio de Janeiro        | Regina Lúcia Ribeiro                |
| 31 | 1991 | Blumenau              | Joara Chaves                        |
| 32 | 1992 | São Sebastião         | Regina Lúcia Ribeiro                |
| 33 | 1993 | Brasilia              | Palas Athena Veloso                 |
| 34 | 1994 | Brasilia              | Tatiana Kaawar Ratcu                |
| 35 | 1995 | Brasilia              | Tatiana Kaawar Ratcu                |
| 36 | 1996 | Florianopolis         | Tatiana Kaawar Ratcu                |
| 37 | 1997 | Itapirubá             | Tatiana Kaawar Ratcu                |
| 38 | 1998 | São Paulo             | Joara Chaves                        |
| 39 | 1999 | Altinopolis           | Paula Fernanda Delai                |
| 40 | 2000 | Batatais              | Tatiana Kaawar Ratcu                |
| 41 | 2001 | Bariri                | Tatiana Peres Duarte                |
| 42 | 2002 | Batatais              | Joara Chaves                        |
| 43 | 2003 | Miguel Pereira        | Regina Lúcia Ribeiro                |
| 44 | 2004 | Curitiba              | Suzana Chang                        |
| 45 | 2005 | Jundiai               | Tatiana Peres Duarte                |
| 46 | 2006 | São Paulo             | Regina Lúcia Ribeiro                |
| 47 | 2007 | Americana, São Paulo  | Suzana Chang                        |
| 48 | 2008 | Novo Hamburgo         | Joara Chaves                        |
| 49 | 2009 | Capão da Canoa        | Vanessa Feliciano                   |
| 50 | 2010 | Catanduva             | Vanessa Feliciano                   |
| 51 | 2011 | Balneário Camboriú    | Artemis Pamela Cruz                 |
| 52 | 2012 | São José do Rio Preto | Juliana Sayumi Terao                |
| 53 | 2013 | São José do Rio Preto | Vanessa Feliciano                   |
| 54 | 2014 | Blumenau              | Vanessa Feliciano                   |
| 55 | 2015 | Sao Paulo             | Juliana Sayumi Terao                |
| 56 | 2016 | Rio de Janeiro        | Juliana Sayumi Terao                |
| 57 | 2017 | Rio de Janeiro        | Juliana Sayumi Terao                |
| 58 | 2018 | Rio de Janeiro        | Juliana Sayumi Terao                |
| 59 | 2019 | Rio de Janeiro        | Juliana Sayumi Terao                |
| 60 | 2021 | Cuiabá                | Julia Alboredo                      |
| 61 | 2022 | Recife                | Juliana Sayumi Terao                |
| 62 | 2023 | Timbó                 | Juliana Sayumi Terao                |